# أوديب وثيسيوس
أوديب وثيسيوس هو كتاب يضم مسرحيتين للكاتب الفرنسي أندريه جيد الحاصل على جائزة نوبل في الأدب، الأولى بعنوان "أوديب" وقد نُشرت باللغة الفرنسية سنة 1931، والثانية بعنوان "ثيسيوس". يعيد الكاتب من خلال هاتين المسرحيتين قراءة أسطورتين يونانيتين شهيرتين، مستعرضًا شخصيتي أوديب وثيسيوس في إطار فلسفي يعكس تأملاته حول المصير والحرية والهوية الإنسانية.

## الترجمة العربية
صدرت الترجمة العربية للكتاب سنة 1946 بترجمة طه حسين، وجاءت في 122 صفحة. تُعد هذه الترجمة من الأعمال المبكرة التي عرّفت القارئ العربي بأدب أندريه جيد، وبتوظيف الأسطورة في المسرح الحديث.

## المسرحية الأولى أوديب

### ملخص الفصل الأول
يُفتتح الفصل الأول بمونولوج لأوديب، يعرض فيه ملامح شخصيته المتعالية وثقته العارمة بنفسه، معتزًّا بما بلغه من مجد وسعادة رغم بداياته الغامضة كلقيط لا يُعرف له أصل. لكنه يتوقف متسائلًا إن كانت يد القدر قد أسهمت في هذا المصير، ليحاول بذلك أن يتجنب الغرور.
تدخل الجوقة لتعبّر عن قلقها من هذا الغرور، مشيرة إلى أن أوديب — رغم اهتمامه بالشعب — قد يثير غضب الآلهة. وتعلن الجوقة عن وقوع الطاعون في المدينة، وتطالب أوديب بالتدخل كملك. ويُشار إلى أن الشعب يشكّ في أن ثمة علاقة بين سعادة أوديب وشقاء المدينة.
يصل كريون برسالة من معبد أبولّون مفادها أن غضب الآلهة لن يزول عن طيبة إلا إذا تمّ الثأر لمقتل الملك السابق لايوس، الذي قُتل قبل عشرين عامًا دون أن يُعاقب قاتله. يتصاعد التوتر، خصوصًا بعد ظهور تيرسياس الكاهن الأعمى، الذي يلمح إلى مسؤولية أوديب عن آلام المدينة دون أن يذكر ذلك صراحة.
في خضم الحوار، تُستدعى جوكاست زوجة أوديب، وأبناؤهما الأربعة، من بينهم أنتيجون التي تظهر نزوعًا إلى الورع والتقوى، بل تفكر في تكريس حياتها لخدمة الدين والشعب.
تظهر إشارات خفية تربط بين ماضي أوديب ومقتل لايوس، خاصة بعد أن يكشف كريون أن لايوس تلقى نبوءة بأن يُقتل على يد ابنه، وهو ما دفعه إلى التخلّي عن مولوده. يصرّ أوديب على معرفة الحقيقة رغم محاولات كريون وجوكاست صرفه عن ذلك.
في نهاية الفصل، يُظهر تيرسياس قلقه من تعاظم غرور أوديب وانفصاله عن الإله، ويطلب من كريون أن يضعف ثقته بنفسه ليهيّئه لقبول الحقائق القادمة. وتظهر أنتيجون كصوت روحي خافت وسط الصراع، تنشد الخلاص بالإيمان في مقابل كبرياء والدها.
يُختتم الفصل بمشهد مشحون بالتوتر النفسي والدرامي، حيث تتداخل النبوءات والشكوك، وتبدأ ملامح المأساة تتكشف، ممهّدة لانهيار صورة أوديب البطل المعصوم، وظهور الحقيقة القاسية.

### ملخص الفصل الثاني
يُركّز هذا الفصل على الكشف التدريجي لهوية أوديب الحقيقية، ويصوّر لحظة الانهيار النفسي التي تُقابلها لحظة إدراك واعتراف مأساوي. يظهر أوديب منذ البداية مصرًّا على تتبّع خيوط الحقيقة، ويشرع في استجواب الشهود والبحث في تفاصيل ماضيه، رغم توسلات جوكاست وقلق كريون.
يتصاعد التوتر الدرامي مع وصول خادم قادم من كورنث، يبشّر أوديب بوفاة الملك بوليبوس، ويخبره أنه لم يكن والده الحقيقي، بل ربّاه بعدما سلّمه إليه راعٍ من طيبة. هذا التصريح يثير الشكوك أكثر، ويدفع أوديب لاستدعاء الراعي الطيبـي الذي سلّمه للملك، وتبدأ خيوط الجريمة تتكشّف.
بالتدريج، يتبيّن لأوديب أنه الابن الذي خشي لايوس من نبوءته، وأنه بالفعل من قتل لايوس على الطريق دون أن يعرف هويته، وأن زواجه من جوكاست — أرملته — لم يكن سوى تحقيق لنبوءة أوديلون منذ ولادته.
في مواجهة هذه الحقيقة، تنسحب جوكاست من المشهد، ويُلمَّح إلى انتحارها شنقًا في الداخل. يندفع أوديب إلى غرفتها ليجدها قد فارقت الحياة، فيُقدِم بدوره على تفقئة عينيه، مستخدمًا مشابك ثوبها، عقابًا لنفسه على "العمى الأخلاقي" الذي عاش فيه، رغم بصيرته السياسية والملكية.
تختم الجوقة الفصل بمقاطع تعكس التحوّل من العظمة إلى السقوط، ومن السلطان إلى البؤس، مؤكدة فكرة القضاء المحتوم، واستحالة الهروب من قَدَر الآلهة، ومُذكّرة بأن أوديب لم يكن شريرًا، بل أداة لتنفيذ مشيئة الغيب.

### ملخص الفصل الثالث
بعد أن أعمى نفسه، يخرج أوديب مطرودًا من طيبة، متخليًا عن العرش والحياة الملكية. يسير في أرجاء اليونان تائهًا، مصحوبًا بابنتيه أنتيغون وإسمين، بينما يقبع ولداه بولينيك وأتيوكليس في طيبة يتنازعان الحكم، وقد تخلّيا عن والدهما في لحظة محنته. يبرز في هذا الفصل التحوّل التام في شخصية أوديب: من الملك المتعجرف إلى الحكيم التائب، ومن المتسلّط إلى المتأمل المتصالح مع قدره.
تشكّل أنتيغون محور الفصل من حيث المشاعر والوفاء، فهي التي تقود والدها الأعمى، وتحميه، وتقدّم له الحنان في عالم قاسٍ لفظه. في المقابل، تُصوّر طيبة مدينة الجحود، بعدما رفض أهلها استقبال أوديب، وأرغموه على مواصلة الترحال.
تتبدل النغمة المأساوية مع وصول أوديب إلى كولون، وهي ضاحية في مدينة أثينا، حيث يلتقي بالبطل ثيسيوس، ملك أثينا الشاب. يظهر ثيسيوس بصورة القائد النبيل العادل، الذي يقبل استقبال أوديب رغم تحذيرات مواطنيه، ويقدّم له الحماية، غير مكترث بلعنة الطيبـيين ولا بغضب الآلهة.
يدور حوار رمزي بين أوديب وثيسيوس، يمثل نقطة التقاء بين جيلين من الأبطال: أحدهما قادم من مأساة وقدَر مهلك، والآخر في ربيع سلطته، يسعى للعدل والاتزان. يعترف أوديب بثقته في ثيسيوس، ويطلب أن يظل في كولون حتى يحين أجله، قائلاً إن الأرض التي يموت فيها ستنال البركة والحماية، في إشارة ضمنية إلى أن موته في أرض أثينا سيكون هبة للمدينة.
ينتهي الفصل بلحظة هدوء وتأمل، بينما تبدأ أنتيغون في التهيؤ لمرحلة جديدة، سيُلقى عليها فيها عبء الدفاع عن والدها أمام المدينة وعن كرامته أمام التاريخ.

## المسرحية الثانية: "ثيسيوس".

### ملخص الفصل الأول
في الفصل الأول من مسرحية ثيسيوس، يبدأ البطل بسرد مذكراته بعد وفاة ابنه هيبوليت، الذي كان يتمنى أن يروي له سيرته ليعظه ويعلمه، لكنه لم يعد له وجود. يشير ثيسيوس إلى أن الحديث عن الحب لم يكن ممكنًا مع هيبوليت بسبب حيائه الشديد، مع أن هذا الحب كان جزءًا من شبابه، وإن لم يكن أخطر ما واجهه في حياته، لكنه ساعده على معرفة نفسه.
يتأمل ثيسيوس في ماضيه، ويتذكر فترة شبابه البريء التي عاشها في انسجام مع الطبيعة، حيث كان يعيش دون اكتراث أو إدراك لقيمته كابن ملك. كان يتجاهل مسؤولية الميراث الملكي مثلما فعل ابنه لاحقًا. ثم يسرد التحوّل في حياته حين بدأ والده بتعليمه الانضباط والجهد، عبر تمارين شاقة كرفع الصخور بحثًا عن سلاح مزعوم خبأه الإله بوسيدونكانت تهدف إلى صقل قوته الجسدية وإرادته العقلية.
ويبلغ هذا التعليم ذروته حين يُسلّمه والده السلاح أخيرًا، مؤكدًا له أن الإرادة العاقلة أهم من القوة البدنية، وأن عليه أن يستخدم قدراته لما هو نبيل وخيّر. ينتهي الفصل بدعوة إلى الرجولة الحقيقية، إلى إدراك المسؤولية، وتحقيق الذات في سبيل أعمال عظيمة تسعد الآخرين.

### ملخص الفصل الثاني
يتأمل ثيسيوس في علاقته المعقدة بأبيه إيجيه، الذي كان يمنعه أحيانًا من الحب، ويقر بأن نسيانه رفع الشراع الأبيض في طريق عودته من كريت تسبب بانتحار والده، وقد لا يكون النسيان بريئًا. يلمح إلى احتمال نسبه للإله بوسيدون، مما يفسر تقلبه العاطفي.
يستعرض ثيسيوس بطولاته: تطهير الطرق من اللصوص والوحوش، وتحدي قوى الطبيعة والآلهة، مؤمنًا بأن النصر لا يُنتزع إلا باستخدام سلاح الخصم. لكنه يعترف بعجزه عن الانتصار على النساء، إذ كنّ دومًا موضع قوته وضعفه، وأبرزهن "أنتيوب" التي أنجب منها ابنه هيبوليت.
يتحدث عن رحلته إلى أثينا عبر الطرق الوعرة، متحديًا الأخطار ليبرهن على شجاعته، ويعترف بارتكابه أخطاء في الطريق، منها قتل رجل ظنه مجرمًا. كما يذكر علاقات نسائية عابرة، ويُظهر ميله الدائم إلى التقدم نحو المجد بدلًا من الالتفات إلى الماضي.
يختم بتمهيد لمغامرة قادمة أعظم من كل ما سبق.

### ملخص االفصل الثالث
يتطوع ثيسيوس ليكون ضمن ضحايا ضريبة كريت السنوية (سبعة فتيان وسبع فتيات يُقَدَّمون طعامًا للمينوتور)، رغم محاولات والده منعه. يسافر مع رفاقه، منهم صديقه بيريتوس، إلى جزيرة كريت، حيث يُستقبلون من الملك مينوس وأسرته.
يلفت ثيسيوس انتباه الأميرة أريادني، فتطلب من أبيها الإبقاء عليه، فينفرد الملك به. يُعلن ثيسيوس نسبه النبيل ويُلمّح إلى أن بوسيدون قد يكون والده، فيقرر الملك إخضاعه لـ"امتحان الموج".
يُقام احتفال رياضي فخم على شرفه، في ملعب واسع تحضره حشود من أهل كريت، ويُدهش ثيسيوس من عاداتهم وملابسهم وزينة نسائهم، خاصة الملكة باسيفاييه والأميرتين أريادني وفيدرا. يراقب الألعاب بانتباه، محاولًا الاستفادة من مرونة اللاعبين استعدادًا لمواجهة الوحش.

### ملخص الفصل الرابع
يصطحب الملك مينوس ثيسيوس إلى البحر لاختباره، فيدّعي أنه سيرمي بتاجه في الماء ليُثبت ثيسيوس نسبه الإلهي لبوسيدون بإعادته. يرفض ثيسيوس أداء المهمة بهذه الطريقة، ويقترح أن يُحضر شيئًا من البحر دون طلبٍ محدد.
بذكاء، يستغل نسمة تحمل طرحة الأميرة أريادني إليه، فيربطها حول خصره ليُخفي كيسًا صغيرًا يحوي أحجارًا كريمة من اليونان. ثم يغوص في الماء ويعود محضِرًا ثلاث جواهر نادرة، يقدّمها للملكة والأميرتين مدعيًا أن بوسيدون أهداه إياها.
تنجح الحيلة، فيقتنع مينوس بأصله الإلهي ويعيد إليه سيفه، ثم يعود الجميع إلى قصر كنوسوس.

### ملخص الفصل الخامس
يصل ثيسيوس إلى قصر كنوسوس بعد سفر طويل ومتعب، وهناك يواجه صدمة ثقافية حقيقية؛ إذ يشعر بالغربة وسط مظاهر الترف في القصر، ويبدو متوحشًا وغير متأقلم مع تقاليد الكريتيين، خاصة في السلوك الاجتماعي وآداب المائدة. خلال العشاء، يجلس بين الأميرتين فيدر وأريان، وتلفت نظره فيدر بإشعاعها القوي، بينما تظهر أريان اهتمامًا جسديًا خفيًا.
بعد العشاء، تثقل الخمور جسده وعقله، فيقوده الإعياء إلى حمّام ثم إلى غرفة الملكة باسيفاييه، التي تبدأ معه حوارًا مثقلًا بالتوسل والتأويلات الميتافيزيقية. تعترف له بأن المينوتور ابنها، ثم تبرر علاقتها به كنتاج لأمر إلهي وانتقام من بوسيدون. وتحاول إقناعه بعدم قتل المينوتور بل بمصالحته، لأن ذلك من شأنه أن يفتح طريقًا للسلام بين أثينا وأقريطش.
الملكة تلمّح إلى رغبتها فيه، وتضيق عليه جسديًا ونفسيًا، بينما يشعر هو بالارتباك والضيق، خاصة وأن أريان كانت قد وعدته بلقاء حميم بعد ذلك.

### ملخص الفصل السادس
في الفصل السادس، يلتقي الراوي بأريان في حديقة القصر تحت ضوء القمر في ليلة ربيعية من مارس، حيث تبادله عاطفة جياشة وتأخذه إلى مكان منعزل بين الأشجار. تحذره من الخطر الذي يواجهه في صراعه المرتقب مع المينتور، وتخبره أن نجاته مرهونة بمساعدتها وحدها، مؤكدة أن لا أحد قبله استطاع الخروج من اللابيرنت إلا بمساعدة خاصة. تعده بأن تعرفه على ديدال، باني المتاهة، ليصف له مداخلها ومخارجها.
تؤكد أريان أن حياتهما أصبحت مترابطة، وأن تركه لها يعني هلاكه، لكنها تفرط في إظهار الحب وتكرار عبارات الغرام، ما يجعل الراوي يضيق بها تدريجيًا. كما تكشف أن الملك مينوس يتسامح مع ما لا يستطيع تغييره، ولن يعترض على علاقتهما، بل قد يكتفي بطرده من القصر، وهي مستعدة لمرافقته أينما ذهب.
ينتهي اللقاء بعد أن يتناولا قليلًا من الطعام، ويطلب الراوي منها أن تصحبه إلى ديدال، ويقسم لها باسم بوسيدون على أن يلقاها مجددًا في القصر بعد قليل.

### ملخص الفصل السابع
في الفصل السابع، يزور الراوي الحرفي العبقري ديدال في حجرته المظلمة، فيجده منهمكًا في العمل على ألواح من الرصاص محاطًا بأدوات غريبة. يصفه بأنه طويل القامة، قوي البنية رغم سنه، ذو لحية فضية وجبهة عريضة، وصاحب حديث طويل وصوت عميق. يبدأ ديدال بالثناء على شجاعة الراوي، لكنه يصفه بشيء من التهور، ويقارنه بهرقل الذي رآه قديمًا، مفضلًا فيه روح الإقدام على التفكير المعقد.
يكشف ديدال عن أصله اليوناني وقصته في مغادرة أتيكا بعد خلاف مع ابن أخيه الموهوب، ويحدثه عن شغفه بالعلم والهندسة ورحلته لتعلم الصناعات والفنون من المصريين وغيرهم. يروي كيف استعان به الملك مينوس لبناء اللابيرنت لإخفاء المينوتور، موضحًا أنه صممه بحيث لا يفكر ساكنه في الهرب، مستخدمًا وسائل لإضعاف الإرادة مثل الخمور الممزوجة بالعقاقير، وأبخرة نباتات مخدّرة تُغري الساكنين بوهم النعيم، وتدفعهم إلى نشاط فارغ بلا غاية.
يحذر ديدال الراوي من خطورة هذه الأبخرة، إذ تجعل كل شخص يعيش "لابيرنته الخاص" وتدفعه للإدمان على البقاء داخله. ويوصيه بأن لا يدخل المتاهة إلا بمساعدة أريان التي يجب أن تبقى خارجها لتحافظ على وعيها، وأن يظل مرتبطًا بها بخيط مادي يرمز إلى الواجب، ليعود إليها مهما أغرته الأوهام أو دفعتْه الشجاعة للمغامرة.
يختم ديدال كلامه بالتأكيد على أن العودة إلى أريان تعني العودة إلى الذات والماضي الذي يُبنى عليه المستقبل، ثم يدعو ابنه إيكار ليظهر أمامهما ويعرض ما يشغله من أفكار، باعتباره نجا من فتنة اللابيرنت بفضل أبيه، لكن عقله ظل أسير سحرها.

### ملخص الفصل الثامن
في الفصل الثامن، يلتقي الراوي إيكار، فتى شاب في مثل سنه، جميل الملامح وأشقر الشعر، غارق في أفكار فلسفية ودينية عميقة عن أصل الوجود، ووحدة الإله، ومعنى الحياة والغاية منها. يكشف حديثه عن قلق روحي ورغبة في السمو إلى عالم علوي، حتى إنه يخطط للطيران إلى السماء بجناحين يصنعهما له والده ديدال، سعيًا للوصول إلى الإله.
يخبر ديدال الراوي أن إيكار قد مات بالفعل حين حاول الطيران عاليًا فتجاوز حدوده وسقط في البحر، لكنه يوضح أن في العالم الخالد تبقى الرموز والأعمال العظيمة، وأن الأبطال يؤدون رسالتهم ثم يرحلون، بينما تتحول أعمالهم إلى معانٍ أبدية في الشعر والفن، كما حدث مع أبطال وأساطير أخرى.
يحذر ديدال ثيسيوس من إضاعة وقته في اللابيرنت أو بين ذراعي أريان بعد النصر، ويحثه على إتمام رسالته الكبرى: بناء أثينا وإقامة سلطان العقل. ثم يوصيه مجددًا بخطة النجاة من المتاهة عبر خيط أريان، مؤكدًا أن الصعوبة الحقيقية ليست في دخول أو هزيمة المينوتور، بل في الحفاظ على العزم الصادق للعودة رغم سحر المكان ونسيان الغاية. في النهاية، يسلمه الخيط ويودّعه.

### ملخص الفصل التاسع
في الفصل التاسع، يروي ثيسيوس خلافه الأول مع أريان حول خيط ديدال؛ إذ أرادت أن تمسكه هي لتتحكم في مصيره، لكنه رفض خوفًا من أن تبطئه أو تمنعه من المضي، وأصر على أن يبقى الخيط بيده. ترك سيفه عندها عازمًا على قتل المينوتور بيديه فقط.
عند مدخل اللابيرنت، ربطت أريان الخيط حول معصمه بعقدة قالت إنها عقدة الزواج، وأعطاه ديدال كمامة مغموسة في مادة مضادة للأرج المنبعث داخل المتاهة. تقدّم عبر حجرات تزداد ظلامًا حتى وصل إلى حديقة مضيئة، حيث وجد المينوتور نائمًا وسط الزهور. أُعجب بجماله وشبابه حتى كاد ذلك يثنيه عن قتاله، لكنه باغته وانتصرت عليه، وإن كان لا يذكر تفاصيل المعركة بوضوح بسبب تأثير الأرج.
عند العودة، وجد رفاقه الثلاثة عشر في الحجرة الأولى غارقين في الطعام والشراب والعبث، رافضين الخروج، خاصة صديقه بيريتوس الذي فضّل اللذة على المجد. اضطر ثيسيوس لاستعمال العنف لإخراجهم، وكانوا مثقلين بالخمر والكسل حتى بعد نجاتهم شعروا بالحزن لفقدان النعيم الزائف في المتاهة وعودتهم إلى "سجن الذات". مع ذلك، أبدى بيريتوس لاحقًا ندمه ووعد بإثبات إخلاصه، وسرعان ما سنحت له الفرصة لفعل ذلك.

### ملخص الفصل العاشر
في الفصل العاشر، يكشف ثيسيوس عن ولعه الخفي بفيدر، أخت أريان الصغرى، رغم مراقبة أريان الشديدة له. خطط مع صديقه بيريتوس لاختطاف فيدر من جزيرة كريت، حيث ابتكر بيريتوس حيلة تقوم على استغلال عادة محلية تسمح للخليل باصطحاب فتى صغير ليقيم معه شهرين. اتفقا على إيهام مينوس وأريان بأن ثيسيوس سيأخذ جلوكوس، شقيقهما الأصغر، بينما تتنكر فيدر في زيه.
نجحت الخطة بموافقة أريان السعيدة بمرافقة أخيها، وتم إقناع جلوكوس بالمشاركة بعد إثارة عاطفته تجاه أخته. فيدر تنكرت بإحكام فلم تكتشف أريان الخدعة. شعر ثيسيوس بوخز ضمير لخيانته مينوس الذي أحسن ضيافته، لكنه برر ذلك برغبته الجامحة.
غادرت أريان إلى السفينة أولًا، ثم لحق بها ثيسيوس مع فيدر المتنكرة، وأبحروا مسرعين. في الطريق، أنزل أريان في جزيرة ناكسوس، ووصل إلى أتيكا مع فيدر، ليجد أن والده إيجيه قد ألقى بنفسه في البحر بعد أن رأى القلاع السوداء بدل البيضاء المتفق عليها. في يوم واحد، أصبح ملكًا لأتيكا وعاد منتصرًا، لكنه فقد أباه، فأنشأ احتفالات تجمع بين الحزن والفرح، يجمع فيها الشعب بين الرقص والندب.

### ملخص الفصل الحادي عشر
في الفصل الحادي عشر، يرد ثيسيوس على من لاموه لتركه أريان في جزيرة ناكسوس، موضحًا أنه أراد أن يضع البحر حاجزًا بينها وبينه بعدما اكتشفت خدعته وفيدر متنكرة. تركها هناك، ويقال إن ديونيزوس تزوجها ومنحها الخلود، وهو نفسه ساهم في نشر أساطير تمجدها لتهدئة الاتهامات الموجهة إليه.
بعد عودته إلى أثينا، تزوج فيدر وتولى الحكم، معتبرًا أن زمن المغامرات انتهى وحان وقت تثبيت الملك. واجه واقع أتيكا الممزقة إلى قرى متناحرة، فسعى لتوحيدها، وإلغاء التفاوت الاقتصادي، وتقسيم الأرض بالعدل، مما أرضى الفقراء وأغضب الأغنياء. أعلن أن السلطة تقوم على المساواة بين المواطنين واستقبال الغرباء ومنحهم نفس الحقوق بعد الاختبار، مما عزز مكانة أثينا.
رغم اعتراض بيريتوس على هذه السياسة معتبرًا أن المساواة المطلقة وهم وأن الطبقات ستعود للتشكل، تمسك ثيسيوس بفكرته في بناء أرستقراطية العقل لا المال، وبأن الحرية يجب أن تُشعر الشعب بها ولو كانت شكلية. ومع مرور الوقت، ابتعد بيريتوس عنه بسبب اختلاف الرؤى، بينما واصل ثيسيوس مشاريعه الإصلاحية حتى بدأ يلمّح إلى اضطرابات أسرية مع فيدر ستكون محور الأحداث التالية.

### ملخص الفصل الأخير
في الفصل الثاني عشر، يستعيد ثيسيوس مأساته العائلية مع فيدر، التي أنقذها من بيئة فاسدة وظنها نقية، لكنها وقعت في حب ابنه هيبوليت العفيف، ابن الأمازون، الذي كان يفضّل الصيد والعزلة عن النساء. ولما رفضها، اتهمته زورًا بمحاولة اغوائها، فصدقها ثيسيوس بحكم ثقته العمياء بها، ودعا على ابنه عند بوسيدون، فاستجاب الإله ومات هيبوليت ظلمًا. أدركت فيدر جريمتها فانتحرت، وظل ثيسيوس مثقلًا بالندم، وقد فقد أيضًا صديقه بيريتوس، ليجد نفسه وحيدًا في شيخوخته.
بعد ذلك يلتقي بأوديب في كولونا، فيقارن بين مصيريهما: هو المنتصر في كل مسعاه الأرضي، وأوديب الذي هُزم لكنه بلغ حكمة روحية بعد أن فقأ عينيه، معتبرًا أن العمى قاده إلى نور داخلي وحقيقة إلهية. يعترف أوديب بأن الألم والتطهير جزء من مصير الأبطال، وأن العظمة تكتمل حين يسقط الإنسان ضحية فيعرفه الآلهة.
أما ثيسيوس، فيبقى متمسكًا برؤيته العملية للحياة، معتزًا بأنه ترك أثينا موحّدة وحرة قدر المستطاع، وآثر المدينة على أسرته، راضيًا بأن ذكراه ستبقى فيها بعد موته، مؤمنًا بأن الأجيال المقبلة ستكون أفضل وأسعد بفضله.